# 拉瑙湖 (印度尼西亞)
4°51′45″S 103°55′50″E / 4.86250°S 103.93056°E

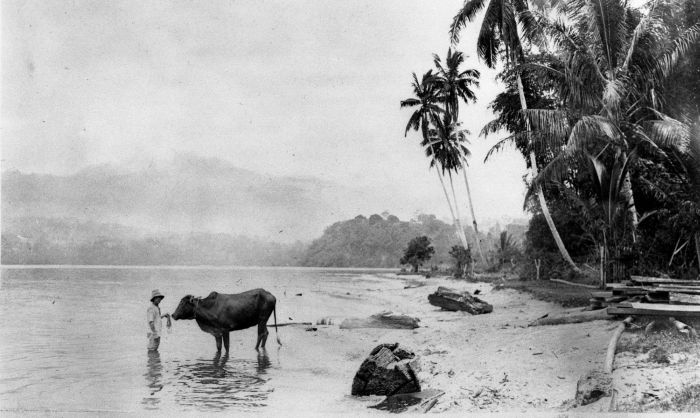

拉瑙湖是印度尼西亞的湖泊，位於蘇門答臘島南部，由楠榜省負責管轄，面積125.9平方公里，海拔高度540米，平均水深174米，最大水深229米，蓄水量21.95立方公里。